# Belinți, Razgrad
Belinți (în bulgară Белинци) este un sat în comuna Isperih, regiunea Razgrad,  Bulgaria. 

## Demografie
Componența etnică a satului Belinți
     Bulgari (1,04%)
     Turci (98,11%)
     Nicio identificare (0,83%)
     Altele (0%)
La recensământul din 2011, populația satului Belinți era de 477 locuitori. Din punct de vedere etnic, majoritatea locuitorilor (98,11%) erau turci, cu o minoritate de bulgari (1,04%). Pentru 0,83% din locuitori nu este cunoscută apartenența etnică.